# 鹿角花輪駅
鹿角花輪駅（かづのはなわえき）は、秋田県鹿角市花輪字下中島にある、東日本旅客鉄道（JR東日本）花輪線の駅である。
鹿角市の代表駅である。「花輪線の線名の由来となった駅」として、東北の駅百選に選定された。

## 歴史
- 1923年（大正12年）11月10日：秋田鉄道の陸中花輪駅（りくちゅうはなわえき）として鹿角郡花輪町に開業[2]。
- 1931年（昭和6年）10月17日：花輪線が陸中花輪に到達する。
- 1934年（昭和9年）6月1日：秋田鉄道が鉄道省（国有鉄道）に移管され[2]、大館駅方面も花輪線になる。
- 1956年（昭和31年）3月15日：駅構内に盛岡客貨車区陸中花輪派出所を設置。
- 1970年（昭和45年）10月20日：盛岡客貨車区陸中花輪派出所を廃止。
- 1975年（昭和50年）2月11日：みどりの窓口を設置[4]。
- 1984年（昭和59年）2月1日：貨物の取り扱いを廃止[2]。
- 1985年（昭和60年）3月14日：荷物の扱いを廃止[2]。
- 1987年（昭和62年）4月1日：国鉄分割民営化により、東日本旅客鉄道の駅となる[2]。
- 1995年（平成7年）12月1日：鹿角花輪駅に改称する[2][5]。
- 1999年（平成11年）12月4日：CTC化に伴い、運転扱いを廃止。湯瀬温泉・十和田南・大滝温泉・扇田・東大館の各駅管理権限が当駅に移され、秋田県内の花輪線各駅の管理駅となる。
- 2002年（平成14年）：東北の駅百選に選定される。
- 2009年（平成21年）6月30日：鹿角花輪駅旅行センターを廃止。
- 2017年（平成29年）3月31日：KIOSKが閉店。
- 2018年（平成30年）3月31日：立ち食いそば屋が閉店。
- 2020年（令和2年）7月：駅前広場の再整備（拡張工事）が完了し、供用開始。
- 2021年（令和3年）12月1日：業務委託化[3]。
- 2024年（令和6年）10月1日：えきねっとQチケのサービスを開始[1][6]。

## 駅構造

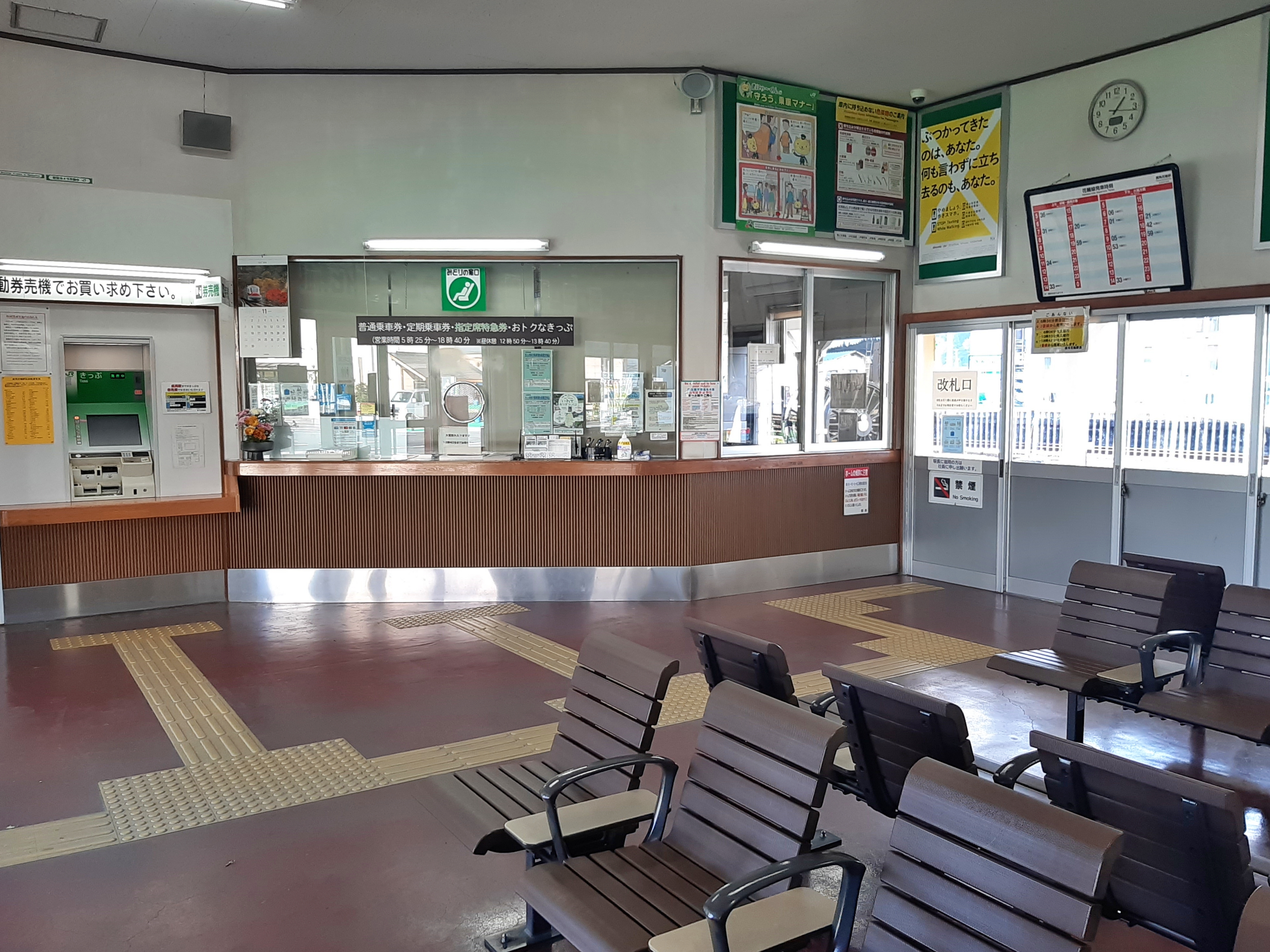
駅舎内

島式ホーム1面2線を有する列車交換可能な地上駅である。
JR東日本東北総合サービスが駅業務を受託し、盛岡統括センター（盛岡駅）が管理する業務委託駅である。2021年（令和3年）11月30日までは直営駅（駅長・助役配置）で、管理駅として、花輪線の秋田県部分にあたる湯瀬温泉駅 - 東大館駅間の各駅を管理していた。駅舎にはみどりの窓口と自動券売機がある。かつてはKIOSKや立ち食いそば屋（伯養軒→NRE伯養軒→NREみちのく→NRE運営）もあったが、いずれも平成末期に閉店となった。
乗務員宿泊所が併設されている。以前は夜間に設定されていた荒屋新町止まりの列車も当駅まで回送され、滞泊していた。

### のりば
| 番線 | 路線    | 方向 | 行先               |
| ---- | ------- | ---- | ------------------ |
| 1・2 | ■花輪線 | 上り | 湯瀬温泉・盛岡方面 |
| 1・2 | ■花輪線 | 下り | 十和田南・大館方面 |

## 利用状況
JR東日本によると、2023年度（令和5年度）の1日平均乗車人員は154人である。
2000年度（平成12年度）以降の推移は以下のとおりである。
| 1日平均乗車人員推移 | 1日平均乗車人員推移 | 1日平均乗車人員推移 | 1日平均乗車人員推移 | 1日平均乗車人員推移 |
| 年度                | 定期外              | 定期                | 合計                | 出典                |
| ------------------- | ------------------- | ------------------- | ------------------- | ------------------- |
| 2000年（平成12年）  |                     |                     | 446                 | [ 利用客数 2 ]      |
| 2001年（平成13年）  |                     |                     | 394                 | [ 利用客数 3 ]      |
| 2002年（平成14年）  |                     |                     | 358                 | [ 利用客数 4 ]      |
| 2003年（平成15年）  |                     |                     | 329                 | [ 利用客数 5 ]      |
| 2004年（平成16年）  |                     |                     | 321                 | [ 利用客数 6 ]      |
| 2005年（平成17年）  |                     |                     | 313                 | [ 利用客数 7 ]      |
| 2006年（平成18年）  |                     |                     | 318                 | [ 利用客数 8 ]      |
| 2007年（平成19年）  |                     |                     | 285                 | [ 利用客数 9 ]      |
| 2008年（平成20年）  |                     |                     | 271                 | [ 利用客数 10 ]     |
| 2009年（平成21年）  |                     |                     | 262                 | [ 利用客数 11 ]     |
| 2010年（平成22年）  |                     |                     | 252                 | [ 利用客数 12 ]     |
| 2011年（平成23年）  |                     |                     | 249                 | [ 利用客数 13 ]     |
| 2012年（平成24年）  | 76                  | 160                 | 236                 | [ 利用客数 14 ]     |
| 2013年（平成25年）  | 65                  | 157                 | 223                 | [ 利用客数 15 ]     |
| 2014年（平成26年）  | 65                  | 137                 | 202                 | [ 利用客数 16 ]     |
| 2015年（平成27年）  | 61                  | 150                 | 212                 | [ 利用客数 17 ]     |
| 2016年（平成28年）  | 57                  | 153                 | 211                 | [ 利用客数 18 ]     |
| 2017年（平成29年）  | 54                  | 146                 | 201                 | [ 利用客数 19 ]     |
| 2018年（平成30年）  | 49                  | 151                 | 200                 | [ 利用客数 20 ]     |
| 2019年（令和元年）  | 43                  | 149                 | 193                 | [ 利用客数 21 ]     |
| 2020年（令和02年）  | 32                  | 165                 | 197                 | [ 利用客数 22 ]     |
| 2021年（令和03年）  | 32                  | 146                 | 179                 | [ 利用客数 23 ]     |
| 2022年（令和04年）  | 22                  | 138                 | 161                 | [ 利用客数 24 ]     |
| 2023年（令和05年）  | 35                  | 119                 | 154                 | [ 利用客数 1 ]      |

## 駅周辺
- かづの農業協同組合（隣接）

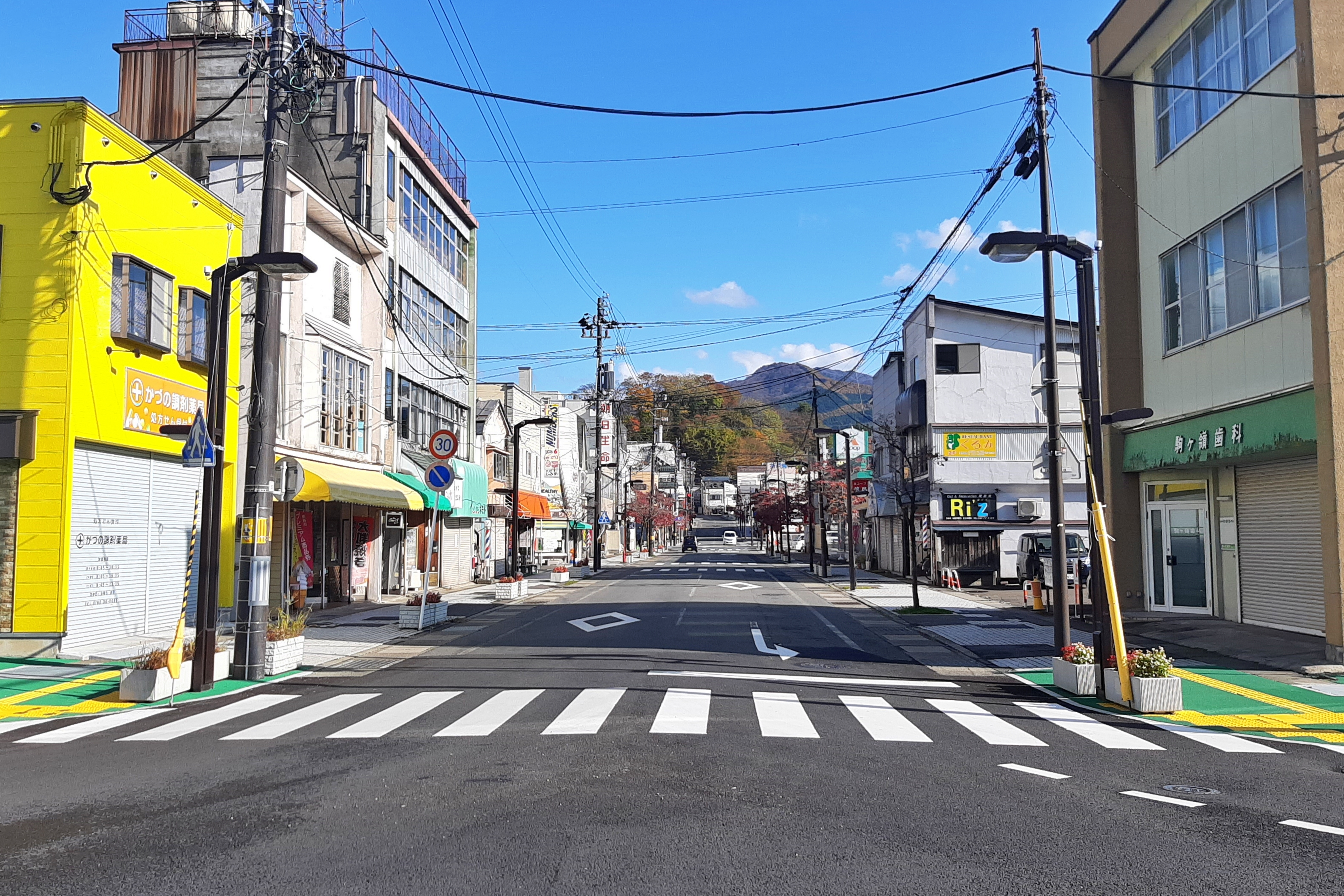
駅前

- 鹿角市役所花輪支所 ※鹿角市役所本所は柴平駅が最寄り駅
- 花輪郵便局
- 秋田県立鹿角高等学校
- 花の湯（銭湯。天保7年〈1836年〉の銭湯認可証（風呂免許）を所持していたが、2014年〈平成26年〉に廃業した）
- 旧関善酒店主屋（国の登録有形文化財）
- 道の駅かづの あんとらあ（花輪ばやしの屋台を展示する「祭り展示館」を併設）
- 東北自動車道 鹿角八幡平インターチェンジ・花輪サービスエリア
- 花輪スキー場（当駅より路線バスを利用）
- 史跡 尾去沢鉱山（当駅より途中まで路線バスを利用）
- 秋田銀行花輪支店
- 北都銀行鹿角支店
- 東北銀行鹿角支店
- 秋田県信用組合花輪支店
- 鹿角コミュニティFM

## バス路線

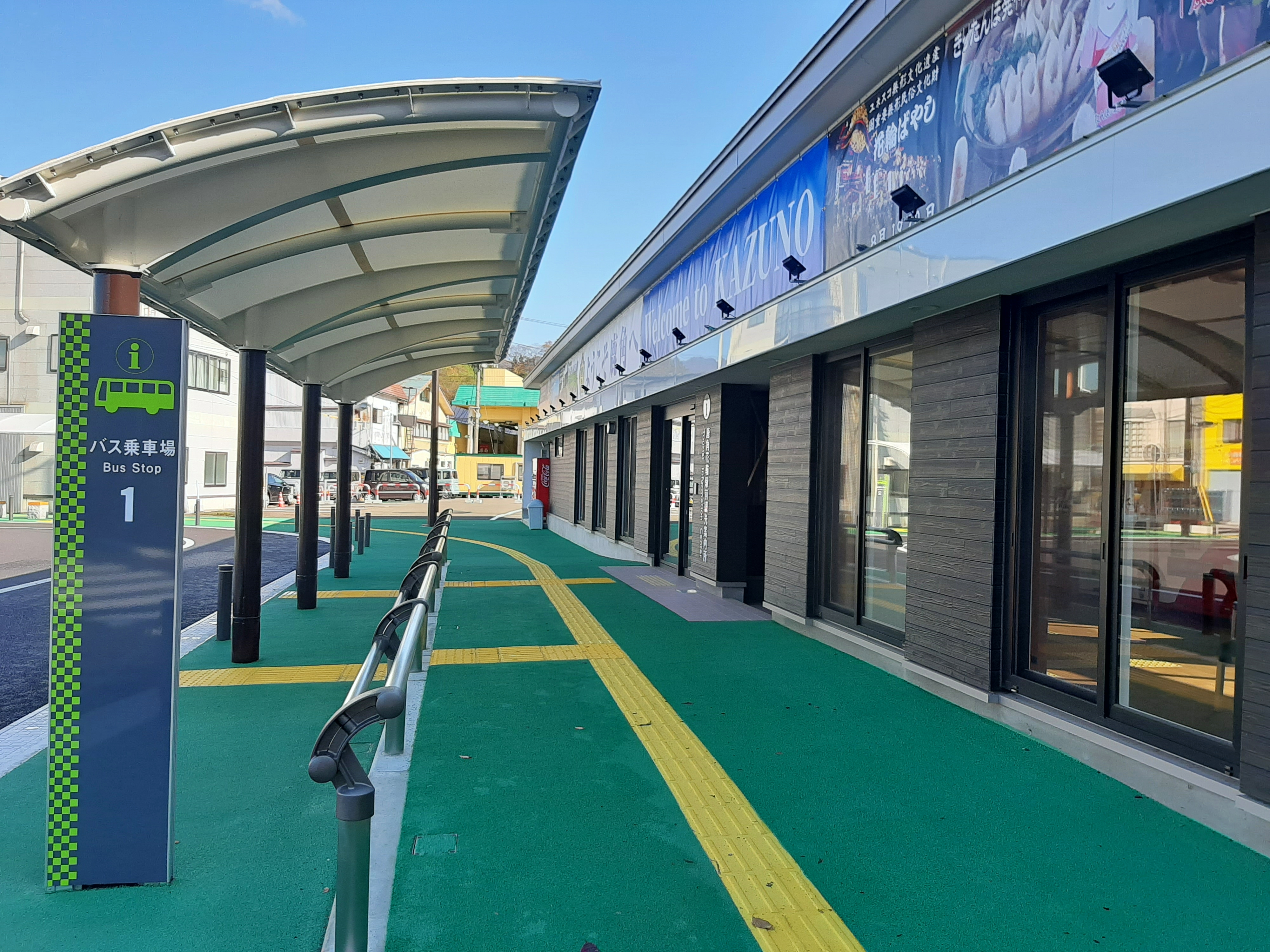
バス停

「鹿角花輪駅前」バス停が駅前に設置されている。盛岡駅・仙台駅・関東方面および大館市方面の高速バスのほか、路線バスが停車する鹿角市のバスターミナルである。
- 高速バス
  - ジュピター号：大宮（埼玉）・池袋（東京）方面（秋北バス）
  - みちのく号：盛岡方面および大館方面（秋北バス・岩手県北バス）
  - 仙台・大館号：仙台・三井アウトレットパーク仙台港方面（秋北バス）
- 路線バス（秋北バス）
  - 大館市方面（厚生病院前・労災病院前・大館市立総合病院前・大館駅）
  - 小坂町方面
  - 尾去沢行き（「史跡 尾去沢鉱山」へは下車後徒歩約30分）
  - 大湯温泉行き（特別史跡「大湯環状列石」へは途中の「環状列石前」下車）
  - 玉川温泉・新玉川温泉・田沢湖方面（冬季運休）
  - 坂比平・志張温泉方面
  - 花輪市街地循環バス
- 路線バス（十和田タクシー）
  - 十和田南駅・大湯温泉・四ノ岱・中滝方面
  - 花輪スキー場方面（東山環状線）
  - 八郎太郎号：十和田湖方面、八幡平方面（季節運行）

## 隣の駅
東日本旅客鉄道（JR東日本）
■花輪線
陸中大里駅 - 鹿角花輪駅 - 柴平駅

### 記事本文
1. 1 2 3 4  「駅の情報（鹿角花輪駅）：JR東日本」東日本旅客鉄道。2024年8月29日時点のオリジナルよりアーカイブ。2024年9月2日閲覧。
2. 1 2 3 4 5 6 7  石野哲（編）『停車場変遷大事典 国鉄・JR編 Ⅱ』（初版）JTB、1998年10月1日、505頁。ISBN 978-4-533-02980-6。
3. 1 2 3  「今月いっぱいで無人化 鹿角市の湯瀬温泉駅」『鹿角きりたんぽFM』鹿角コミュニティFM、2021年11月24日。2021年11月28日時点のオリジナルよりアーカイブ。2021年11月28日閲覧。
4. ↑  昭和50年2月11日読売新聞秋田
5. ↑  「駅名改称で除幕式」『河北新報』1995年12月2日。
6. ↑  「Suicaエリア外もチケットレスで! 東北エリアから「えきねっとQチケ」がはじまります (PDF)」（プレスリリース）、東日本旅客鉄道、2024年7月11日。2024年8月18日閲覧。
7. 1 2  「JR東日本：駅構内図・バリアフリー情報（鹿角花輪駅）」東日本旅客鉄道。2024年8月19日閲覧。

### 利用状況
1. 1 2  「各駅の乗車人員 2023年度 101位以下（7）| 企業サイト：JR東日本」東日本旅客鉄道。2025年7月23日閲覧。
2. ↑  「JR東日本：各駅の乗車人員（2000年度）」東日本旅客鉄道。2025年7月23日閲覧。
3. ↑  「JR東日本：各駅の乗車人員（2001年度）」東日本旅客鉄道。2025年7月23日閲覧。
4. ↑  「JR東日本：各駅の乗車人員（2002年度）」東日本旅客鉄道。2025年7月23日閲覧。
5. ↑  「JR東日本：各駅の乗車人員（2003年度）」東日本旅客鉄道。2025年7月23日閲覧。
6. ↑  「JR東日本：各駅の乗車人員（2004年度）」東日本旅客鉄道。2025年7月23日閲覧。
7. ↑  「JR東日本：各駅の乗車人員（2005年度）」東日本旅客鉄道。2025年7月23日閲覧。
8. ↑  「JR東日本：各駅の乗車人員（2006年度）」東日本旅客鉄道。2025年7月23日閲覧。
9. ↑  「JR東日本：各駅の乗車人員（2007年度）」東日本旅客鉄道。2025年7月23日閲覧。
10. ↑  「JR東日本：各駅の乗車人員（2008年度）」東日本旅客鉄道。2025年7月23日閲覧。
11. ↑  「JR東日本：各駅の乗車人員（2009年度）」東日本旅客鉄道。2025年7月23日閲覧。
12. ↑  「JR東日本：各駅の乗車人員（2010年度）」東日本旅客鉄道。2025年7月23日閲覧。
13. ↑  「JR東日本：各駅の乗車人員（2011年度）」東日本旅客鉄道。2025年7月23日閲覧。
14. ↑  「JR東日本：各駅の乗車人員（2012年度）」東日本旅客鉄道。2025年7月23日閲覧。
15. ↑  「各駅の乗車人員 2013年度 ベスト100以外（8）：JR東日本」東日本旅客鉄道。2025年7月23日閲覧。
16. ↑  「各駅の乗車人員 2014年度 ベスト100以外（8）：JR東日本」東日本旅客鉄道。2025年7月23日閲覧。
17. ↑  「各駅の乗車人員 2015年度 ベスト100以外（8）：JR東日本」東日本旅客鉄道。2025年7月23日閲覧。
18. ↑  「各駅の乗車人員 2016年度 ベスト100以外（8）：JR東日本」東日本旅客鉄道。2025年7月23日閲覧。
19. ↑  「各駅の乗車人員 2017年度 ベスト100以外（8）：JR東日本」東日本旅客鉄道。2025年7月23日閲覧。
20. ↑  「各駅の乗車人員 2018年度 ベスト100以外（8）：JR東日本」東日本旅客鉄道。2025年7月23日閲覧。
21. ↑  「各駅の乗車人員 2019年度 ベスト100以外（8）：JR東日本」東日本旅客鉄道。2025年7月23日閲覧。
22. ↑  「各駅の乗車人員 2020年度 101位以下（7）| 企業サイト：JR東日本」東日本旅客鉄道。2025年7月23日閲覧。
23. ↑  「各駅の乗車人員 2021年度 101位以下（7）| 企業サイト：JR東日本」東日本旅客鉄道。2025年7月23日閲覧。
24. ↑  「各駅の乗車人員 2022年度 101位以下（7）| 企業サイト：JR東日本」東日本旅客鉄道。2025年7月23日閲覧。